# Bob Priday
Robert Herbert „Bob“ Priday (* 29. März 1925 in Kapstadt; † 30. September 1998 in Johannesburg) war ein südafrikanischer Fußballspieler. Als Linksaußen, der auch auf der rechten Seite eingesetzt werden konnte, gehörte er zum Kader des FC Liverpool, der in der Saison 1946/47 die englische Meisterschaft gewann.

## Sportlicher Werdegang
Priday zog es nach dem Ende des Zweiten Weltkriegs aus Südafrika nach England, wo er Ende November 1945 beim FC Liverpool anheuerte. Die Vertragsunterzeichnung fand auf dem Linienschiff Capetown Castle in Southampton statt, das dort von Kapstadt aus eingetroffen war. Noch vor der ersten regulären Nachkriegssaison absolvierte er im Verlauf der Spielzeit 1945/46 vier Pokalspiele im FA Cup, beginnend mit einem 2:0-Sieg am 5. Januar 1946 gegen den FC Chester. Im Verlauf der Meistersaison 1946/47 vertrat Priday, der auf beiden offensiven Flügelpositionen eingesetzt werden konnte, als Linksaußen zumeist Billy Liddell. Auch als dieser zurückkehrte, behielt Priday seine Position und Liddell wechselte auf die linke Halbposition. In dieser Konstellation gewann Liverpool letztlich das entscheidende letzte Saisonspiel bei den Wolverhampton Wanderers (2:1), nachdem Priday zwei Wochen zuvor gegen den FC Brentford (1:1) sein erstes Pflichtspieltor für die Reds erzielt hatte und auch in der vorletzten Partie gegen den FC Arsenal (2:1) am entscheidenden Treffer beteiligt gewesen war. Letztlich absolvierte er in dieser Spielzeit neun Partien, die er in der Saison 1947/48 dann mit 23 Pflichtspieleinsätzen noch einmal deutlich übertraf. Noch vor Ablauf der folgenden Spielzeit 1948/49 wechselte Priday im März 1949 dann aber zu den Blackburn Rovers, die kurz zuvor in die zweite Liga abgestiegen waren. Die Ablösesumme betrug 10.000 Pfund.
Mit seinem neuen Klub scheiterte er in dem Versuch, in die höchste englische Spielklasse zurückzukehren. Am 7. Januar 1950 gab es dann ein Wiedersehen mit dem alten Klub aus Liverpool und beim torlosen Remis im FA Cup erlitt Priday einen derart schweren Knorpelschaden, dass sich daran eine Operation anschloss. Im Dezember 1952 zog er weiter zum Drittligisten Accrington Stanley, nachdem er bereits seit Mai 1951 auf der Transferliste der Blackburn Rovers gestanden und sich seitdem bei unterklassigen Klubs wie dem FC Clitheroe in der Lancashire Combination und Northwich Victoria in der Cheshire League beschäftigt hatte. Accrington Stanley wurde damals von Walter Crook trainiert, der zuvor ein langjähriger Spieler von Blackburn gewesen war. Bereits im August 1953 zog Priday weiter zum Ligakonkurrenten AFC Rochdale, der Pridays letzter Klub in der Football League blieb. Später kehrte Priday in seine südafrikanische Heimat zurück und verstarb dort Ende September 1998 im Alter von 73 Jahren in Johannesburg.